# Walckenaeria kulalensis
Walckenaeria kulalensis là một loài nhện trong họ Linyphiidae.
Loài này thuộc chi Walckenaeria. Walckenaeria kulalensis được Herman Theodor Holm miêu tả năm 1984.